# سور

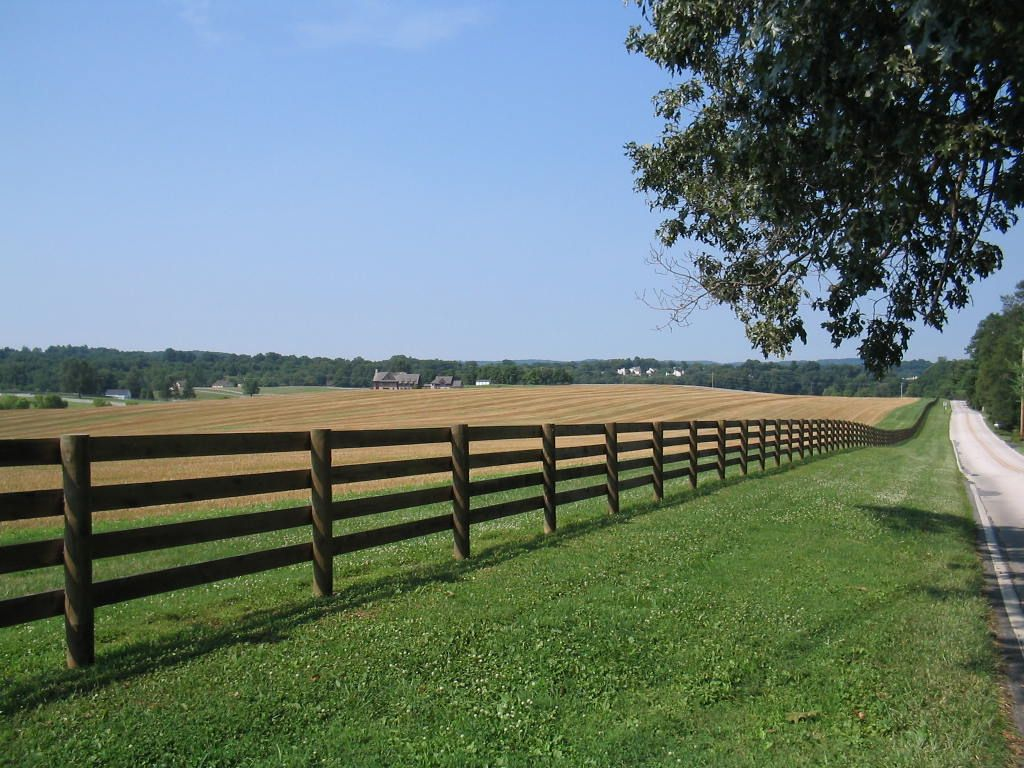
سور خشبي

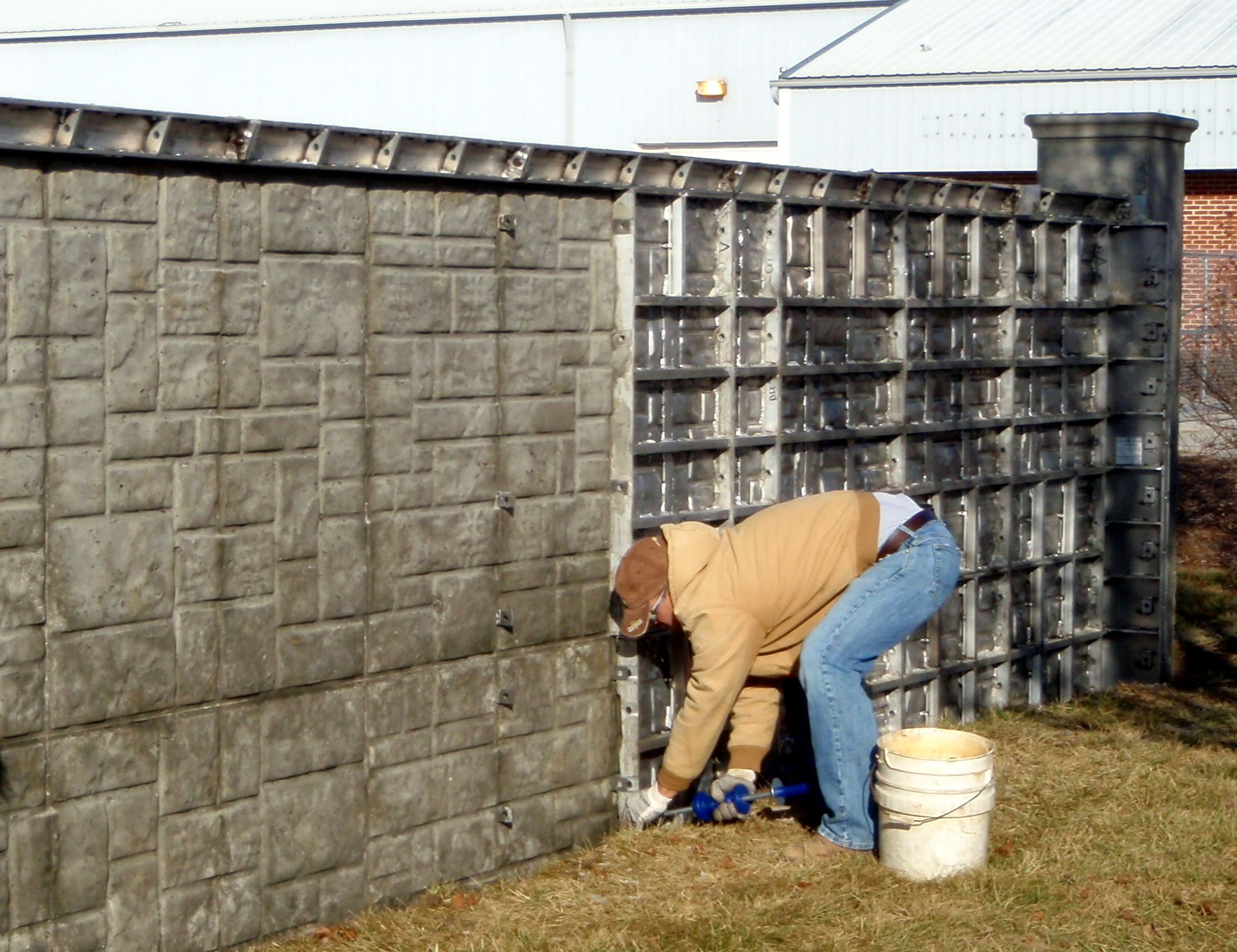
سور خرساني مبني من نسيج الحجر المربع

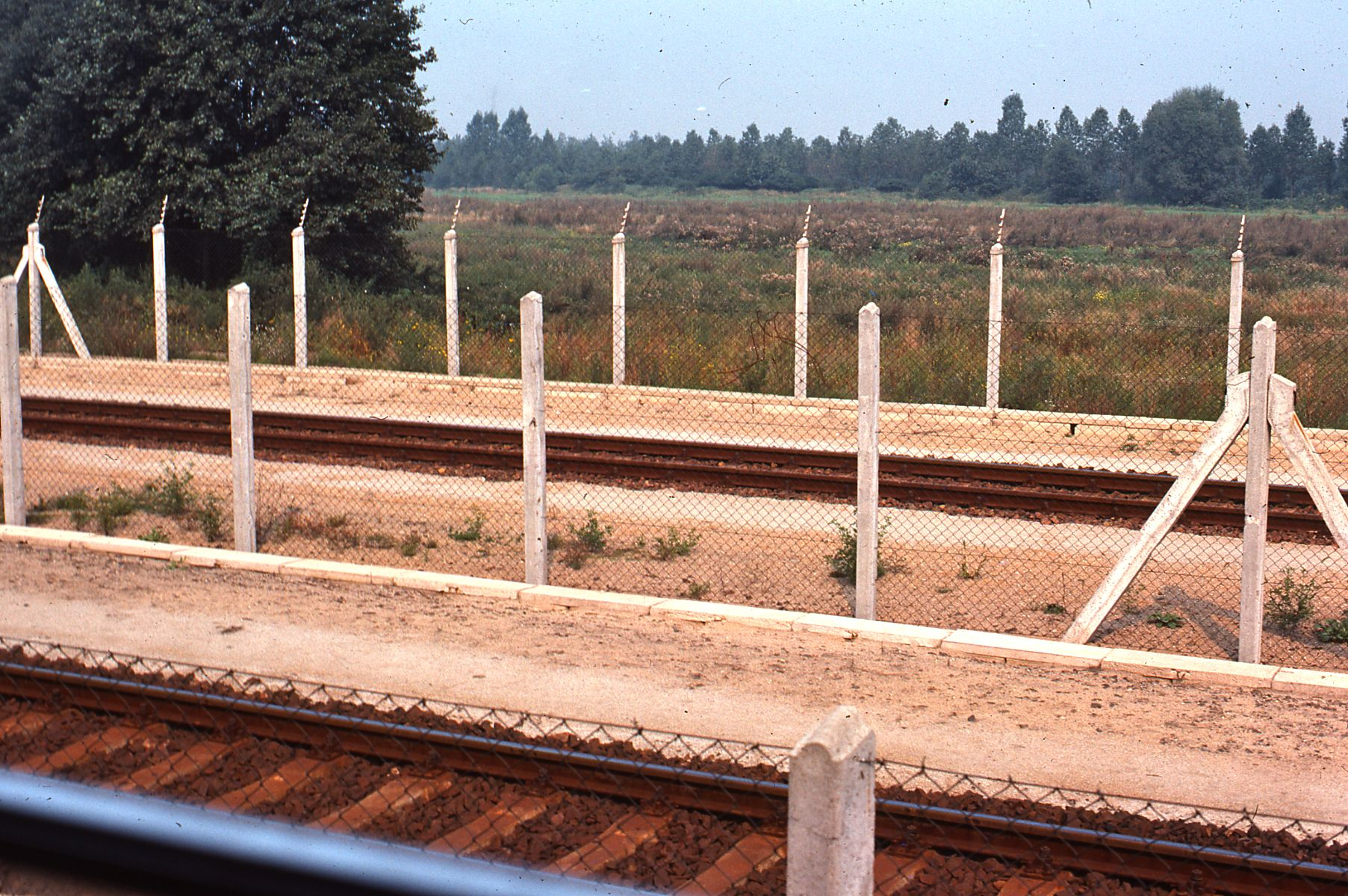
خلال الحرب الباردة ، كانت القطارات الألمانية الغربية تمر عبر ألمانيا الشرقية. يُظهر هذا المنظر عام 1977 كيف وضعت سلطات ألمانيا الشرقية الأسوار بالقرب من المسارات لمنع الهاربين المحتملين.

السور هو هيكل يحيط بمنطقة ما، عادةً ما يكون في الهواء الطلق، وعادة ما يتم بناؤه من قوائم متصلة بالألواح أو الأسلاك أو القضبان أو الشباك. يختلف السور عن الجدار في عدم وجود أساس صلب على طوله بالكامل.
من بدائل السور الخندق (مملوءًا في بعض الأحيان بالماء).

## أنواعه

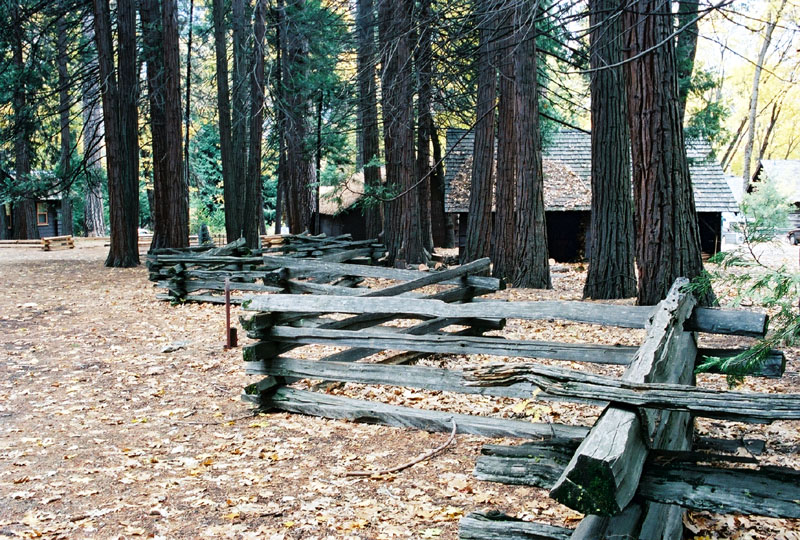
سور Split-rail شائع في المناطق الغنية بالأخشاب

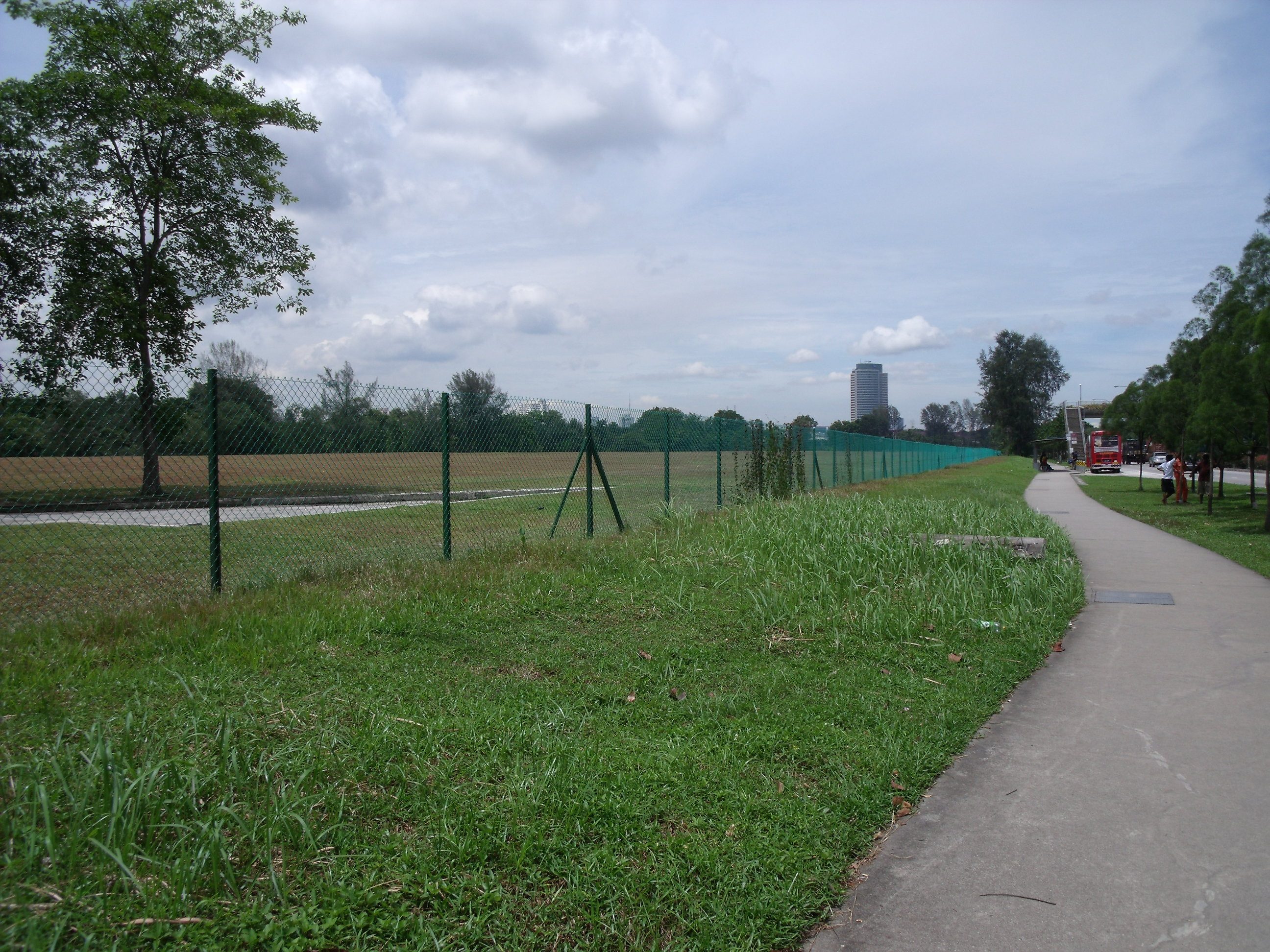
سور سلك سلسلة ربط chain-link يحيط بحقل

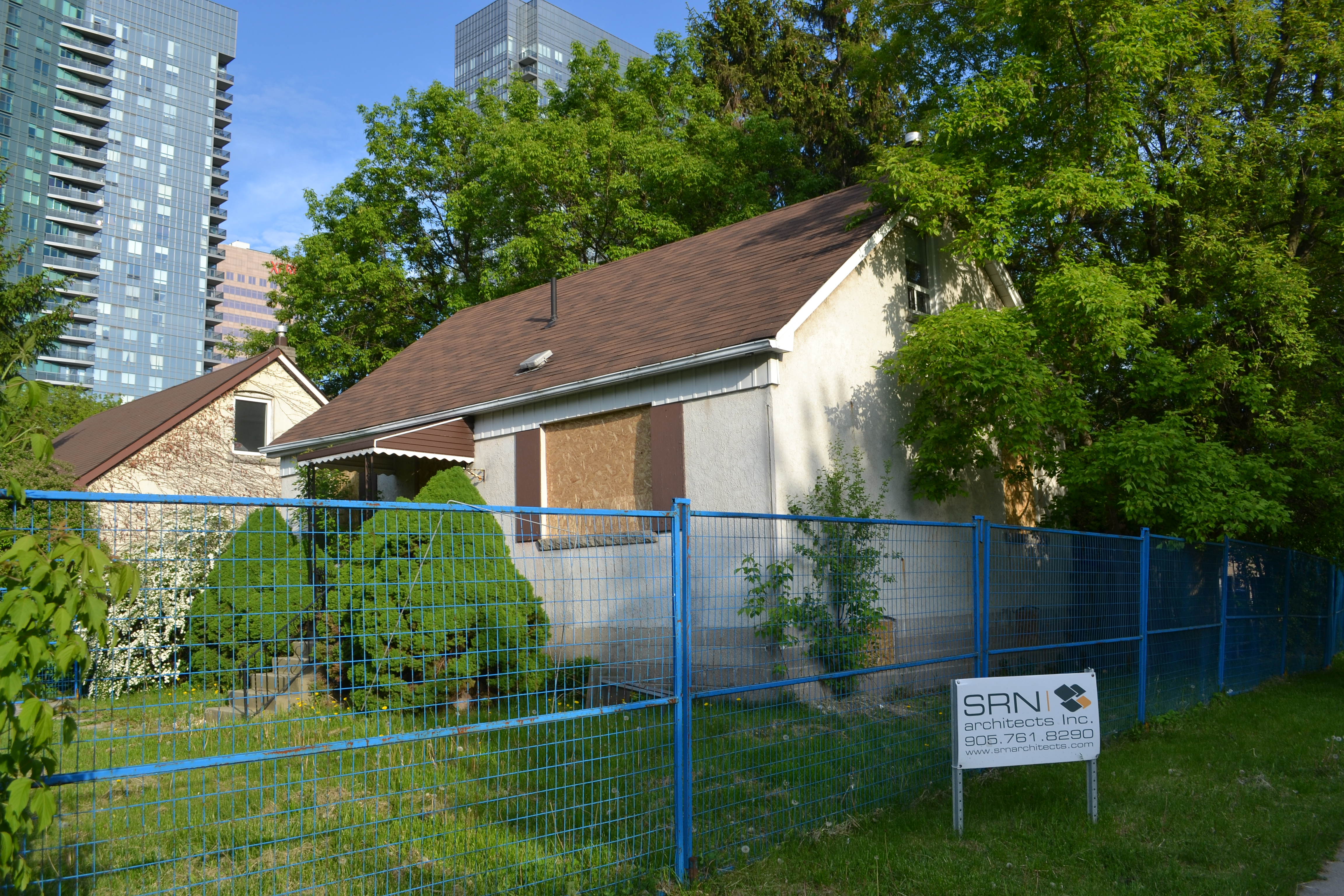
أسوار معدنية يمكن نقلها حول موقع بناء

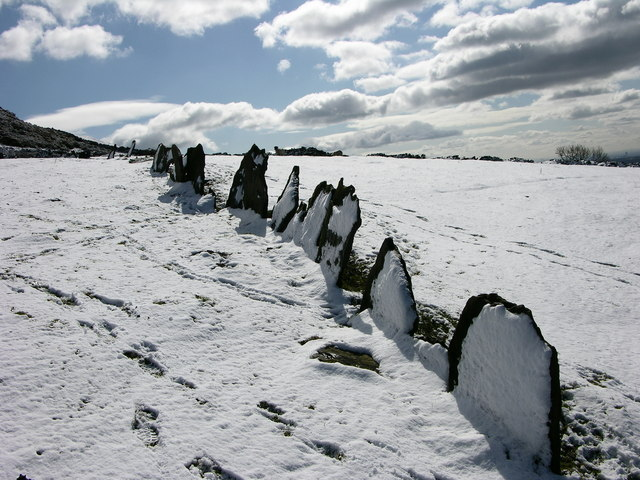
سور مغطى بالثلوج بالقرب من رامسبوتوم في مانشستر، المملكة المتحدة

### حسب الوظيفة
- سور زراعي، للحفاظ على الماشية من الحيوانات المفترسة
- حاجز الصوت، للحد من التلوث الضوضائي[3]
- حاجز السيطرة على الحشود
- سور الخصوصية، لتوفير الخصوصية والأمن[4]
- سور مؤقت، لتوفير السلامة والأمن، وتوجيه الحركة؛ خاصة في مواقع البناء والتشييد
- سور محيطي، لمنع التعدي على ممتلكات الغير أو السرقة ومنع الأطفال والحيوانات الأليفة من التجول.
- سور ديكور، لتجميل مظهر الممتلكات أو الحديقة أو المناظر الطبيعية الأخرى
- سور حدودي، لترسيم قطعة من الممتلكات العقارية
- سور استبعاد الآفات
- سور الحيوانات الأليفة، سور تحت الأرض لاحتواء الحيوانات الأليفة

الدرابزين عبارة عن سور لمنع الناس من السقوط فوق حافة، وهو الأكثر شيوعًا على درج أو شرفة. تُستخدم أنظمة الدرابزين أيضًا على طول الأسطح والجسور والمنحدرات والحفر والممرات المائية.

### حسب تركيبه
- سور Brushwood ، وهو سور مصنوع باستخدام الأسلاك على جانبي wood brushwood ، لضغط مادة خشب معًا.
- سور سلسلة ربط، سور من الأسلاك المنسوجة معا
- سور محكم الإغلاق، سور قوي ومبني من أذرع وقضبان
- سور قابل للتوسيع، وهي هيكل قابلة للطي مصنوع من الخشب أو المعدن على مبدأ البانتوغراف يشبه المقص، ويستخدم أحيانا كحاجز مؤقت
- سور نباتي، بما في ذلك:
  - سور الصبار
  - سور نباتي من نباتات متشابكة، غالبا تكون شجيرات
  - السور الحي هو استخدام أشجار أو شجيرات خشبية حية لعمل الأسوار
  - سور تلال العشب في الأراضي العشبية شبه القاحلة مثل غرب الولايات المتحدة أو السهوب الروسية
- سور في منتصف ويلز

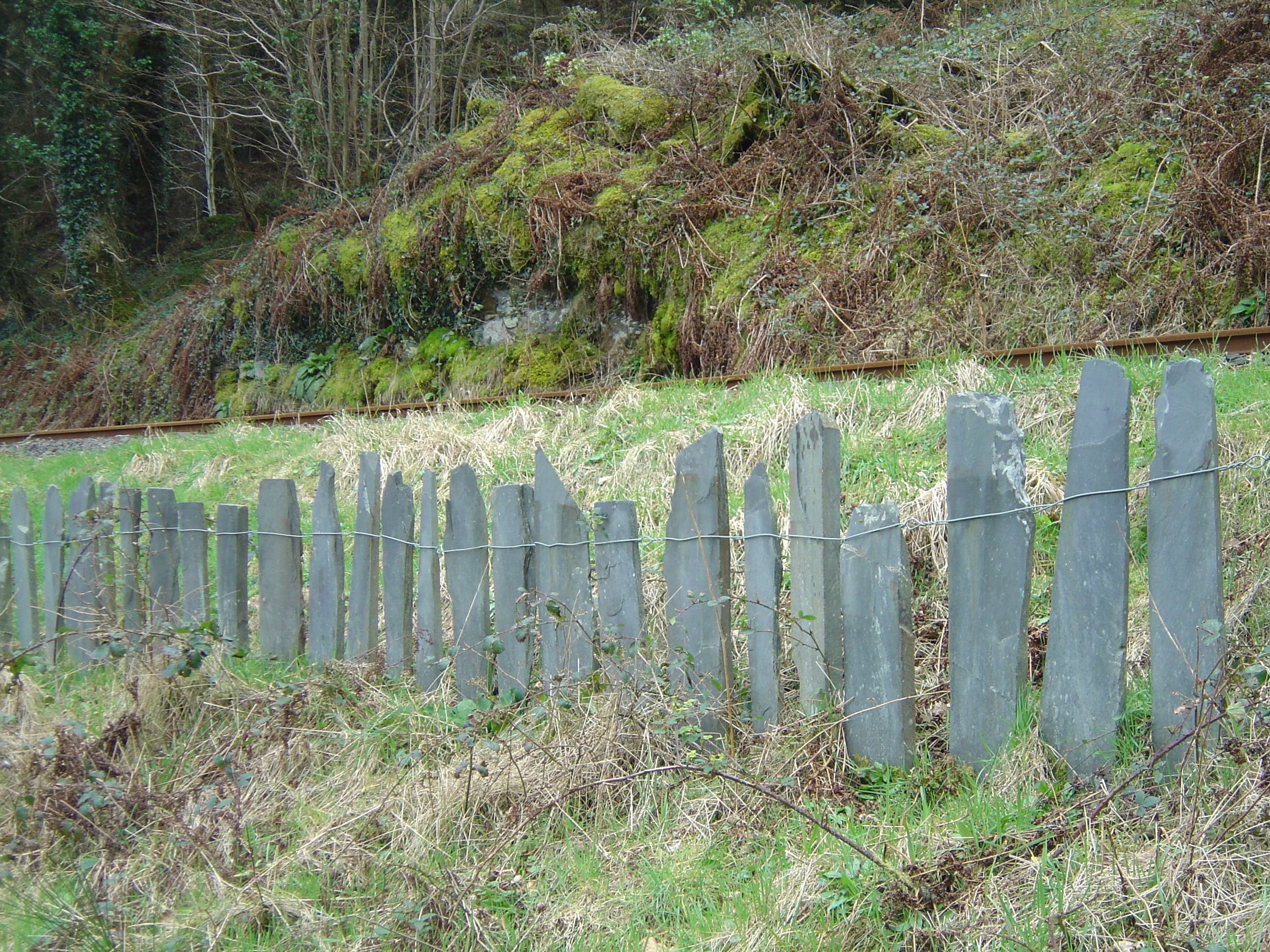
سور في منتصف ويلز

- سور الأردواز، وهو نوع من السور المصنوع من ألواح عمودية من الألواح السلكية معًا. يشيع استخدامها في أجزاء من ويلز.
- سور من القضبان المنقسمة، مصنوع من الأخشاب، وغالبًا ما يوضع في نمط متعرج، خاصة في الأجزاء المستقرة حديثًا من الولايات المتحدة وكندا
- سور Vaccary (جاء المسمى من vaca اللاتينية - والتي تعني البقرة)، يستخدم للتحكم في الماشية، مصنوعة من ألواح رقيقة من الحجر وضعت رأسيا، موجود في أماكن مختلفة في شمال المملكة المتحدة.[5]
- سور من الفينيل
- الأسوار الصلبة، بما في ذلك السور الصخري، غالبًا زراعي
- أسوار الأسلاك
  - السور السلك العادي
  - سور الأسلاك الشائكة
  - سور مكهرب
  - سور من السلك المنسوج
  - سور من أسلاك ملحومة
- سور من الخشب
- سور من الحديد المطاوع، المعروف أيضا باسم حديد الزينة

## مسائل قانونية
في معظم المناطق المتقدمة، يتم تنظيم استخدام السور، بشكل مختلف في المناطق التجارية والسكنية والزراعية. حيث يكون الارتفاع والمادة والشكل الجمالي من بين الاعتبارات الخاضعة للتنظيم.

### الاستخدام المطلوب

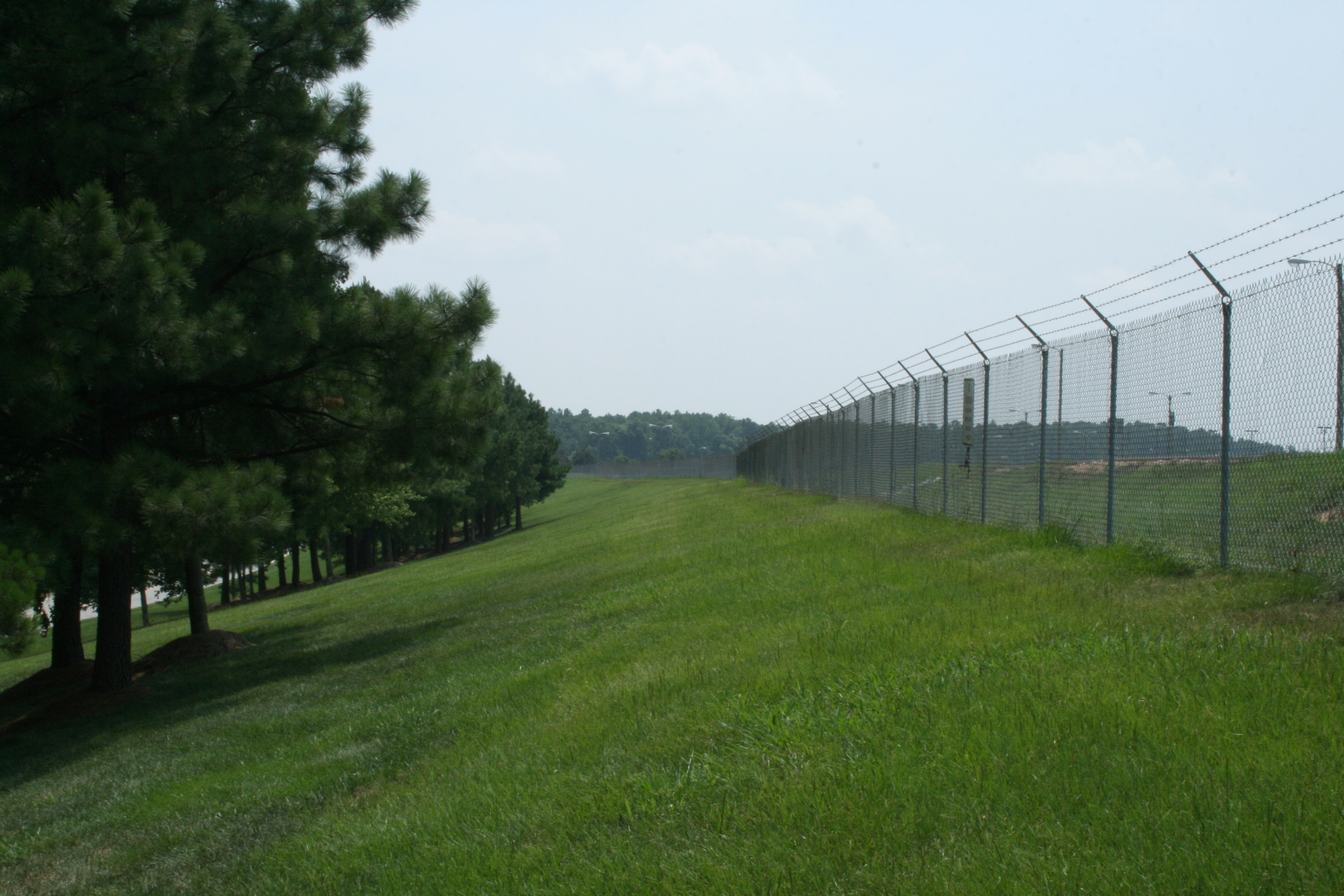
سور خارجي من سلسلة ربط مع سلك شائك في الأعلى

المناطق التالية أو المنشآت غالبًا ما تكون مطلوبة بموجب القانون لتكون مسورة، لأسباب تتعلق بالسلامة والأمن:
- مرافق مع معدات مفتوحة عالية الجهد (محطات المحولات، أبراج الإشعاع). عادة ما تكون محطات المحولات محاطة بأسوار من الأسلاك الشائكة. تستخدم الأسوار الخشبية لتجنب مشكلة التيارات الدوامية.
- خطوط السكك الحديدية (في المملكة المتحدة)
- الآلات الثابتة التي تحتوي على أجزاء متحركة خطيرة (على سبيل المثال في بعض الألعاب في أماكن الترفيه)
- مصانع المتفجرات ومخازن المحاجر
- معظم المنشآت الصناعية
- المطارات
- المناطق العسكرية
- السجون
- مواقع البناء
- حدائق الحيوان وحدائق الحياة البرية
- المراعي التي تحتوي على حيوانات لا سيما الثيران والفحول.
- المناطق المفتوحة التي تتقاضى رسوم للدخول
- معدات التسلية التي قد تشكل خطرا على المارة
- حمامات السباحة والمنتجعات الصحية

### تاريخيًا

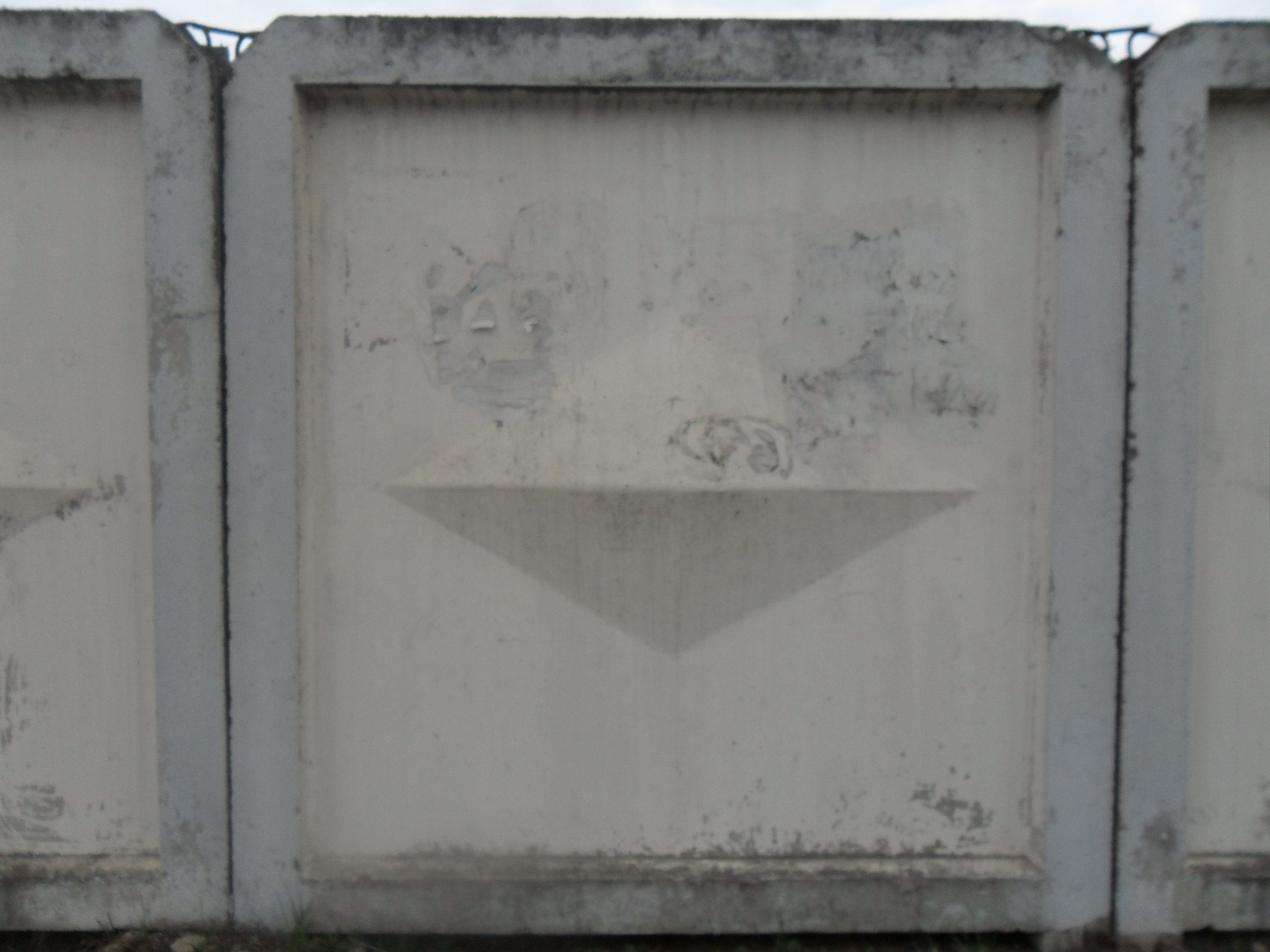
السور الخرساني الشامل في روسيا

العبودية Servitudes  هي ترتيبات قانونية لاستخدام الأراضي ناشئة عن اتفاقات خاصة. في ظل النظام الإقطاعي، تم زراعة معظم الأراضي في إنجلترا في حقول مشتركة، حيث تم تخصيص الفلاحين لشرائح من الأراضي الصالحة للزراعة والتي كانت تستخدم لدعم احتياجات القرية أو القصر المحلي. بحلول القرن السادس عشر، أدى نمو السكان والازدهار لتحفيز ملاك الأراضي لاستخدام أراضيهم بطرق أكثر ربحية، وطردوا الفلاحين. تم تجميع الحقول المشتركة وإحاطتها بالمزارعين الكبار والمغامرين - سواء من خلال التفاوض فيما بينهم أو عن طريق التأجير من المالك - لزيادة إنتاجية الأراضي المتاحة واحتواء الماشية إلى أقصى حد. أعادت الأسوار تعريف الطرق التي تستخدم بها الأرض، مما أدى إلى قانون الخدمة الحديث.

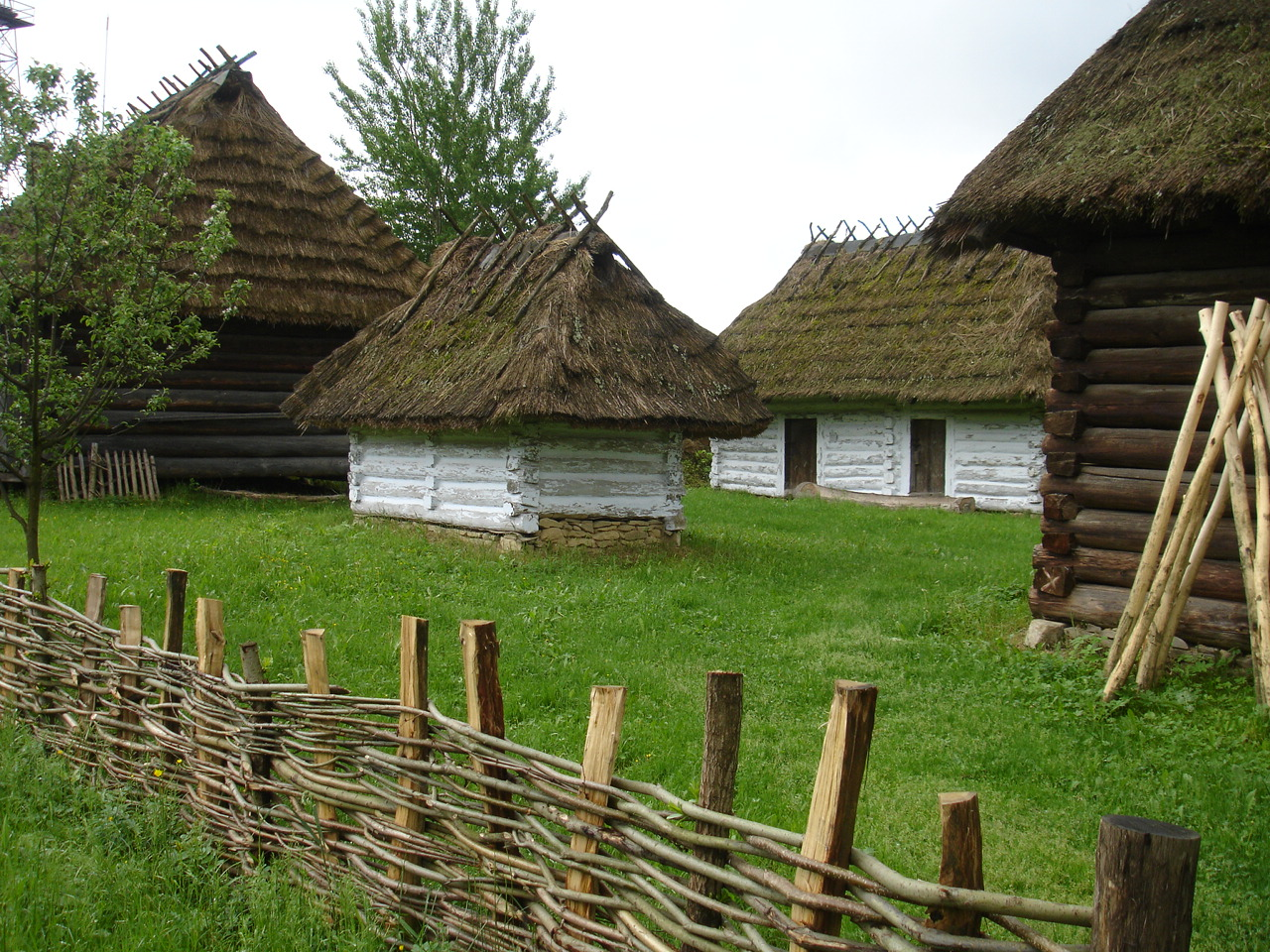
سور في متحف سانوك سكانسن الخارجي في بولندا

في الولايات المتحدة، قام المستوطنون الأوائل بإنشاء أسوار حول الأرض لإعلان امتلاكهم لها. عندما تشكلت الحكومة الأمريكية فيما بعد أصبحت الأراضي غير المحددة مملوكة تقنيًا للحكومة وجرى عمل برامج لتسجيل ملكية الأراضي، وعادة ما توفر الأراضي غير المستصلحة بأسعار منخفضة أو مجانا إذا قام المالك بتحسينها بما في ذلك بناء الأسوار حولها. ومع ذلك فإن المساحات الشاسعة المتبقية من الأراضي غير المحددة كانت تستخدم غالبًا كمشاعات، أو في الغرب الأمريكي، «منطقة مفتوحة» مع تدهور الموائل بسبب الرعي المفرط ونشوء مأساة لحالة المشاعات، بدأت المناطق المشتركة إما المخصصة لأصحاب الأراضي من الأفراد عن طريق آليات مثل قانون الحيازة الزراعية وقانون الأراضي الصحراوية والمسورة، أو إذا تم الاحتفاظ بها في أيد عامة، مستأجرة للمستخدمين الأفراد لأغراض محدودة، مع وجود أسوار مبنية لفصل مساحات من الأراضي العامة والخاصة.

### المملكة المتحدة
افتراض ملكية السور والخندق
تسوير الماشية

## القيمة الثقافية للأسوار

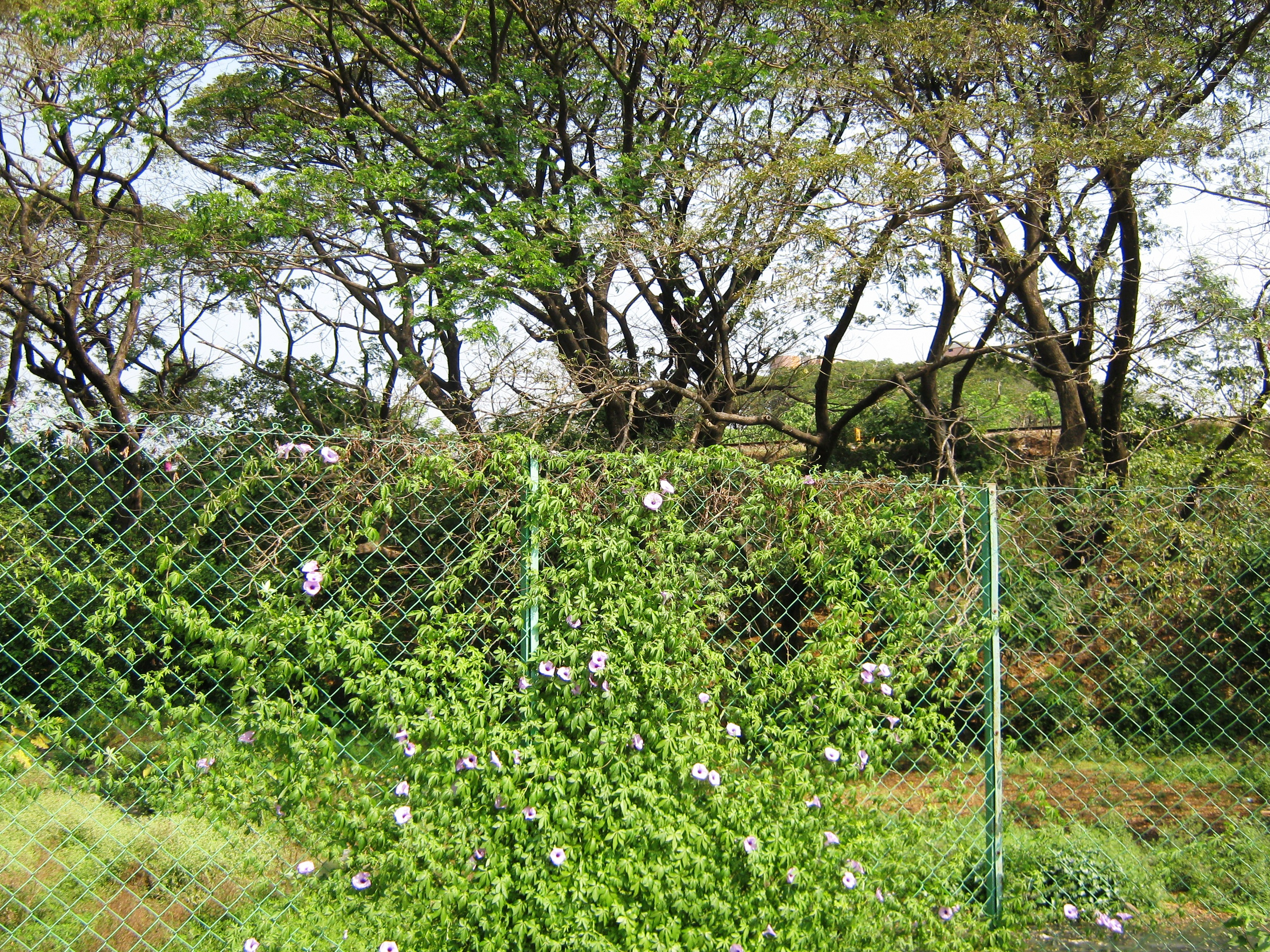
سور في Thavakkara ، الهند

لقد تم استخدام قيمة الأسوار والأهمية المجازية للسور، سواء كانت إيجابية أو سلبية، على نطاق واسع في الثقافة الغربية. بعض الأمثلة تشمل:
- «الأسوار الجيدة تصنع جيرانا جيدين.» - هذا المثل كتبه روبرت فروست في قصيدة «إصلاح الجدار» "Mending Wall"
- «الجار الصالح هو زميل يبتسم لك عبر السور الخلفي، لكنه لا يتسلق فوقه». - آرثر باير
- «هناك شيء ما يتعلق بالقفز بالحصان على أحد الأسوار، وهو ما يجعلك تشعر بالرضا. ولعل هذا هو المخاطرة والمقامرة. على أي حال، هذا أمر أحتاجه.» - ويليام فولكنر
- «الخوف هو أعلى سور.» - دودلي نيكولز
- «ماذا فعلوا على الأرض؟   / ماذا فعلوا لأختنا العادلة؟   / خربها ونهبها   / ومزقها   / وقليلا لها   / تمسكها بالسكاكين   / في جانب الفجر   / وربطها بالأسوار   / وسحبها إلى أسفل»- جيم موريسون، من الأبواب